# Ain-Diab-circuit
Het Ain-Diab-circuit is een voormalig circuit in Marokko, dat gedeeltelijk liep over de openbare weg. Het circuit werd gebouwd in opdracht van toenmalig sultan Mohammed V.
Er zijn twee Formule 1-races verreden op het circuit, maar alleen de Grand Prix van 1958 was een officiële. Deze race werd gewonnen door Stirling Moss, wiens teamgenoot Stuart Lewis-Evans zwaar crashte en later overleed aan zijn verwondingen.